# 水天宮春大祭
水天宮春大祭（すいてんぐうはるたいさい）は、福岡県久留米市の全国総本宮水天宮で5月3日～5月7日にかけて行われるお祭りである。

## 行事

### 献茶祭
5月3日に行われ、臨済宗江南山梅林寺、御老師の先導により、表千家不白流師範の方々の御奉仕にて神仏習合の献茶祭を行う。本殿内での祭りに一般の参加はできないが、本殿近く境内に野点用テントが設置され、午前10時～午後2時までの間参拝者はお茶を頂ける。

### 御座船一般乗船
5月3日・4日の正午～午後5時に行われる。一年を通してこの日時に限り御座船の一般乗船が可能。乗船した参拝客には記念にミニ絵馬がもらえる。乗船料は大人1名500円、小学生300円、小学生以下は無料。雨天・荒天時は運行が中止される。

### 潮井行事（しおいぎょうじ）
例祭日である5月5日の早朝5時から行われる。
鎮座地瀬下町六ヶ町の青年達が揃いのはっぴ姿で筑後川で禊祓を行い、筑後川から潮井を汲み、ご神前に供え祈願の後各町内を廻り潮井水を各戸口にかけて家内安全息災を祈念する。

### 浦安の舞
5月5日の11時（朝御饌祭）・15時（御神幸祭）と（場合によって）18時（夕御饌祭）にて行われる。
町内の小学生により奉奏される。御神幸祭は、寛文12年以来伝統を継承する本宮神座により奉仕される祭典で、「川祭」とも言われ、御座船に御神輿が設置される。15時の浦安の舞はこの御座船の前で披露される。